# Всесвітня виставка (1900)

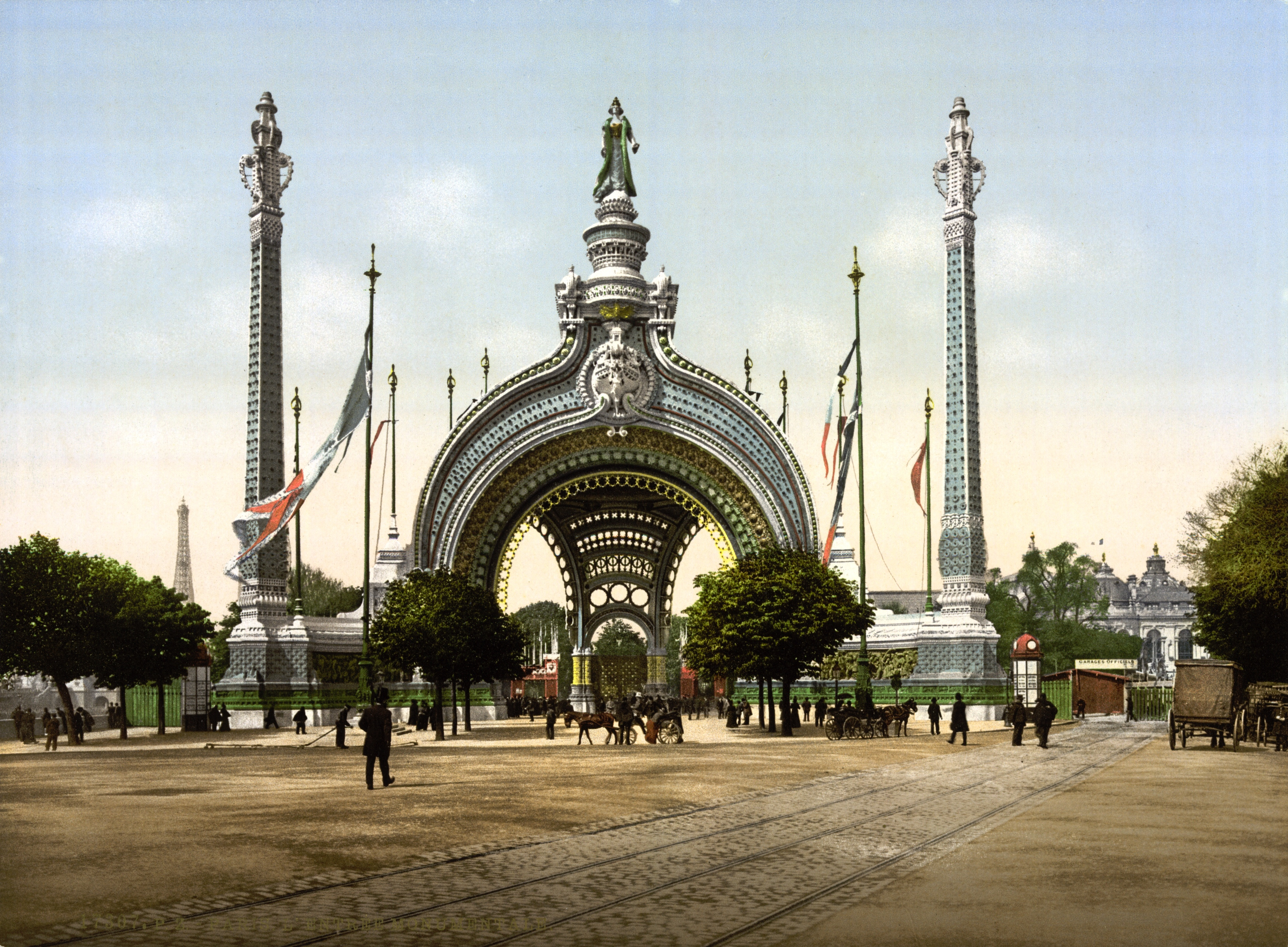
Головний вхід

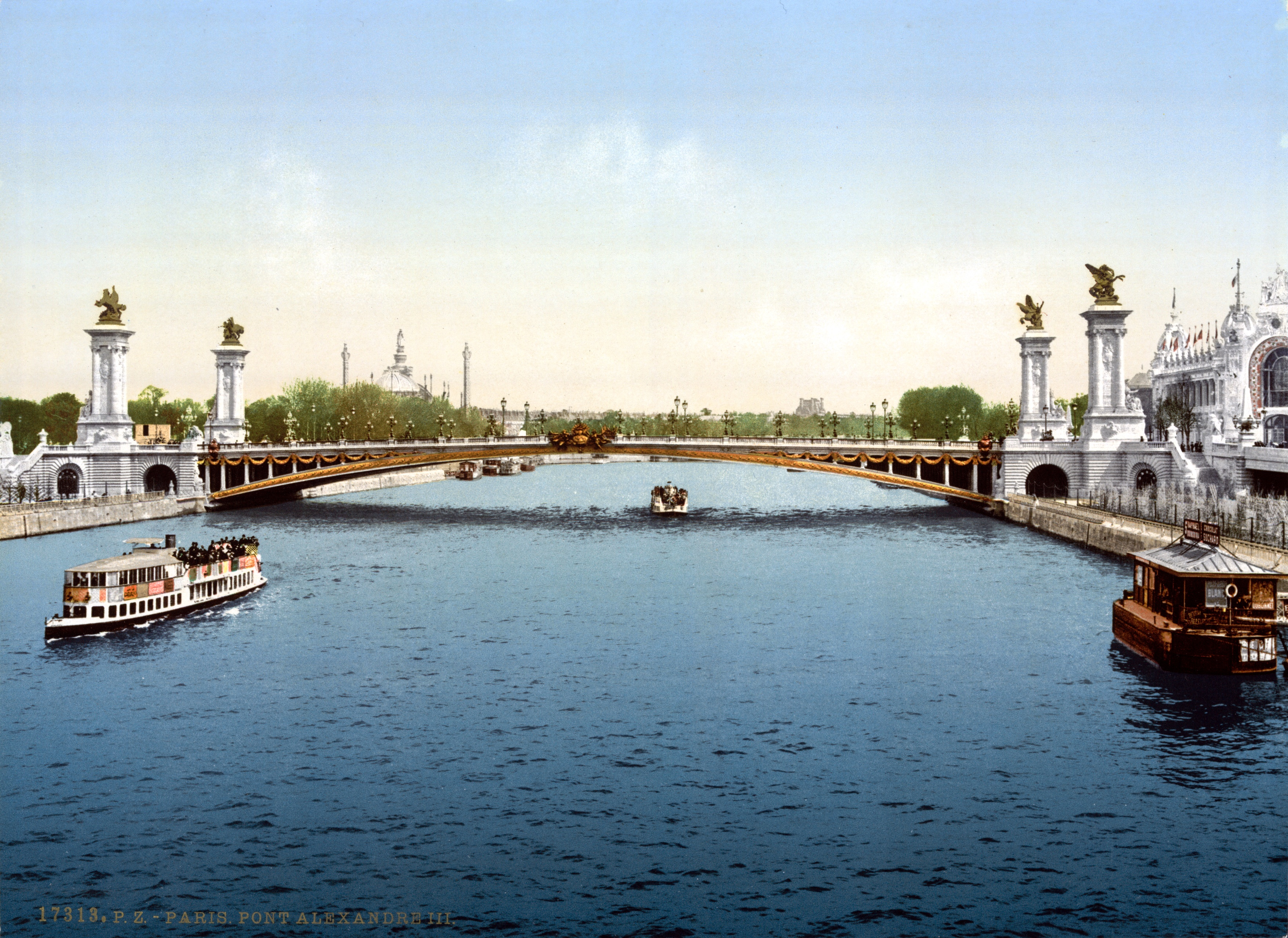
Міст Александра III

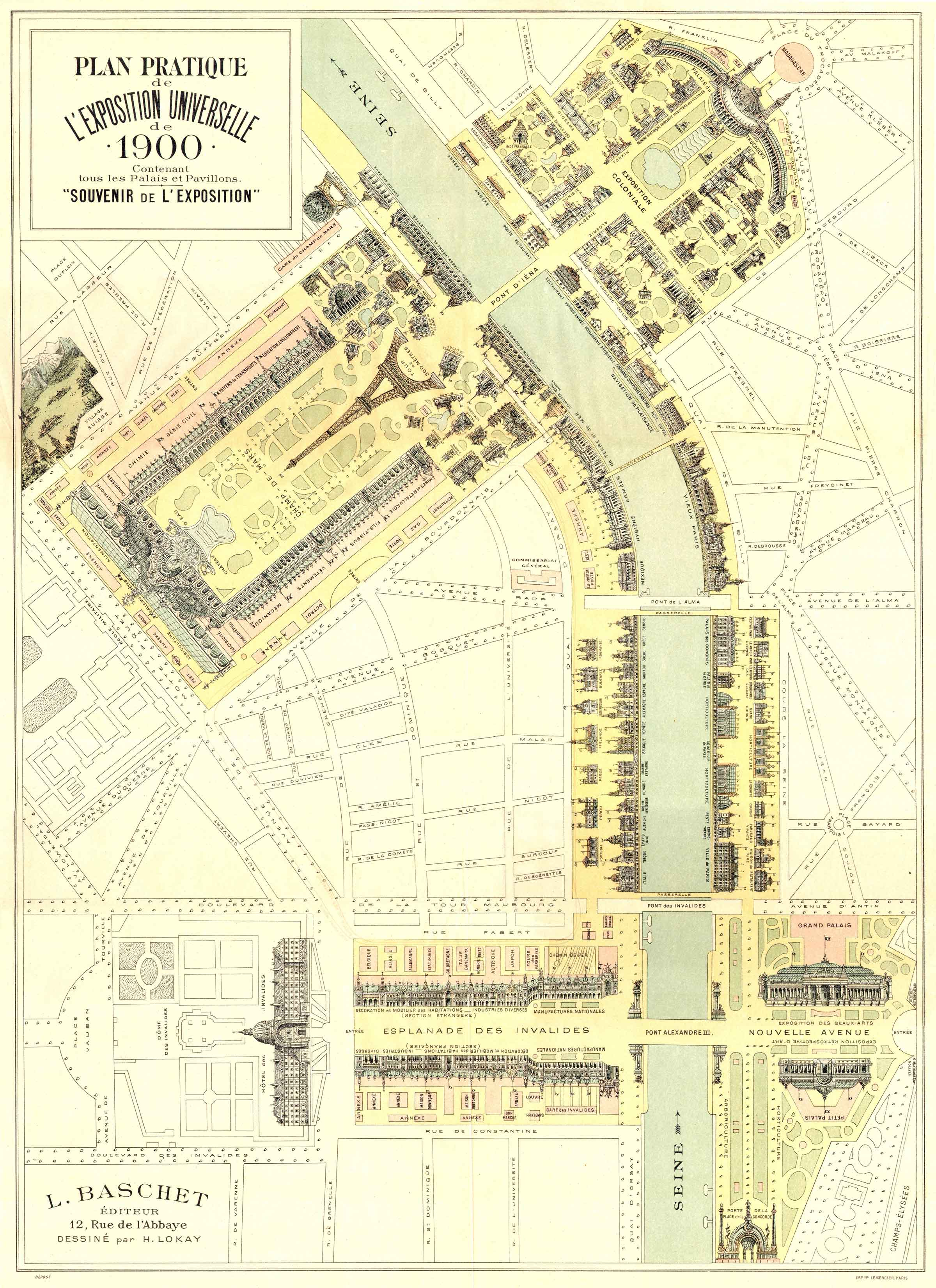
План виставки

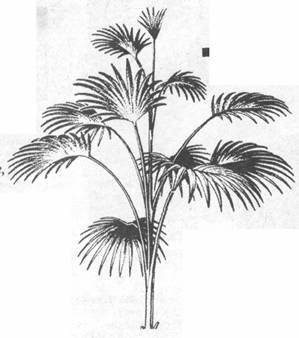
Пальма Мерцалова

Всесвітня виставка 1900 (фр. Exposition universelle фр. вимова: [ɛkspozisjɔ̃ ynivɛʁsɛl]) проводилася в Парижі, Франція з 15 квітня по 12 листопада 1900 року.

## Історія
Символом виставки стала зустріч нового, XX століття. Чільним стилем на виставці став ар-нуво. За сім місяців виставку відвідали понад 50 мільйонів людей, що є рекордною цифрою і донині. Свої експозиції у 18 тематичних відділах представили 35 країн. Особливо значною була участь Російської імперії — найближчого в той момент союзника Франції.
Виставка принесла французькій скарбниці прибутків у 7 мільйонів франків. У виставці брало участь понад 76 тисяч учасників, площа виставки склала 1,12 км².
Спеціально до виставки було споруджено велику кількість об'єктів: Ліонський вокзал, вокзал Орсе (нині музей д'Орсе), міст Александра III, Великий і Малий палаци, сквот Вулик на Монпарнасі (було задумано як винна ротонда тимчасового користування). Перша лінія паризького метро почала працювати під час виставки 19 липня 1900 року. Машинна галерея (Залі машини) пізніше була перероблена в Зимовий велодром (Велодром d'Hiver), що заслужив поганої слави під час німецької окупації. Крім цього під час виставки працювала тролейбусна мережа.
Частиною виставки стали Другі Олімпійські ігри, які проходили цілих п'ять місяців — з травня по жовтень. Це були перші ігри за участю жінок. Змагання в тринадцяти видах спорту з 20, були проведені вперше.
На Всесвітній виставці 1900 року публіці були вперше представлені озвучені фільми і ескалатори, а американський виробник консервованих супів Campbell Soup був нагороджений золотою медаллю (вона донині зображена на банці супа). Рудольф Дізель представив на суд відвідувачів виставки дизельний двигун, що працює на ріпаковій олії. Були також представлені багато панорамних картин і новинки панорамної техніки, такі як сінеорама, мареорама і Транссибірська залізнична панорама.
На виставці також була представлена викувана з рейки пальма Мерцалова.
У центрі уваги в Палаці Ілюзій виявився телескоп з діаметром об'єктива 1,25 м. Цей телескоп був найбільшим з усіх створених на той час. Труба телескопа була 60 м в довжину і 1,5 м в діаметрі.
На виставці за досягнення у галузі електротехніки був удостоєний золотої медалі та диплома Олександр Степанович Попов, а художник-пейзажист Киріак Костанді був удостоєний великої бронзової медалі та диплома за картину «Рання весна», представлену на виставці.